# Erdőkövesd
Erdőkövesd is een plaats (község) en gemeente in het Hongaarse comitaat Heves. Erdőkövesd telt 659 inwoners (2002).